# Lipsk (rejon lachowicki)
Lipsk (biał. Ліпск, Lipsk; ros. Липск, Lipsk) – agromiasteczko na Białorusi, w obwodzie brzeskim, w rejonie lachowickim, w sielsowiecie Krzywoszyn.
Siedziba rzymskokatolickiej parafii Matki Bożej Nieustającej Pomocy. W pobliżu położony jest Rezerwat Biologiczny Lipsk.

## Historia
W XIX i w początkach XX w. miasteczko położone w Rosji, w guberni mińskiej, w powiecie nowogródzkim, w gminie Krzywoszyn. Określany był wówczas jako miejscowość poleska i dość odludna. Znajdowała się tu kaplica filialna parafii rzymskokatolickiej w Krzywoszynie, w 1884 już nieistniejąca.
W dwudziestoleciu międzywojennym wieś leżąca w Polsce, w województwie nowogródzkim, w powiecie baranowickim, w gminie Krzywoszyn. W 1921 miejscowość liczyła 841 mieszkańców, zamieszkałych w 184 budynkach, wyłącznie Polaków. 752 mieszkańców było wyznania prawosławnego, 83 rzymskokatolickiego i 6 mojżeszowego.
Prowadziła tu wówczas kolej wąskotorowa z Baranowicz.
Po II wojnie światowej w granicach Związku Sowieckiego. Od 1991 w niepodległej Białorusi.